# Paul Hadol
Paul-Joseph Hadol, né le 26 février 1835 à Remiremont et mort le 26 novembre 1875 dans le 9e arrondissement de Paris, est un caricaturiste, illustrateur et affichiste français.

## Biographie

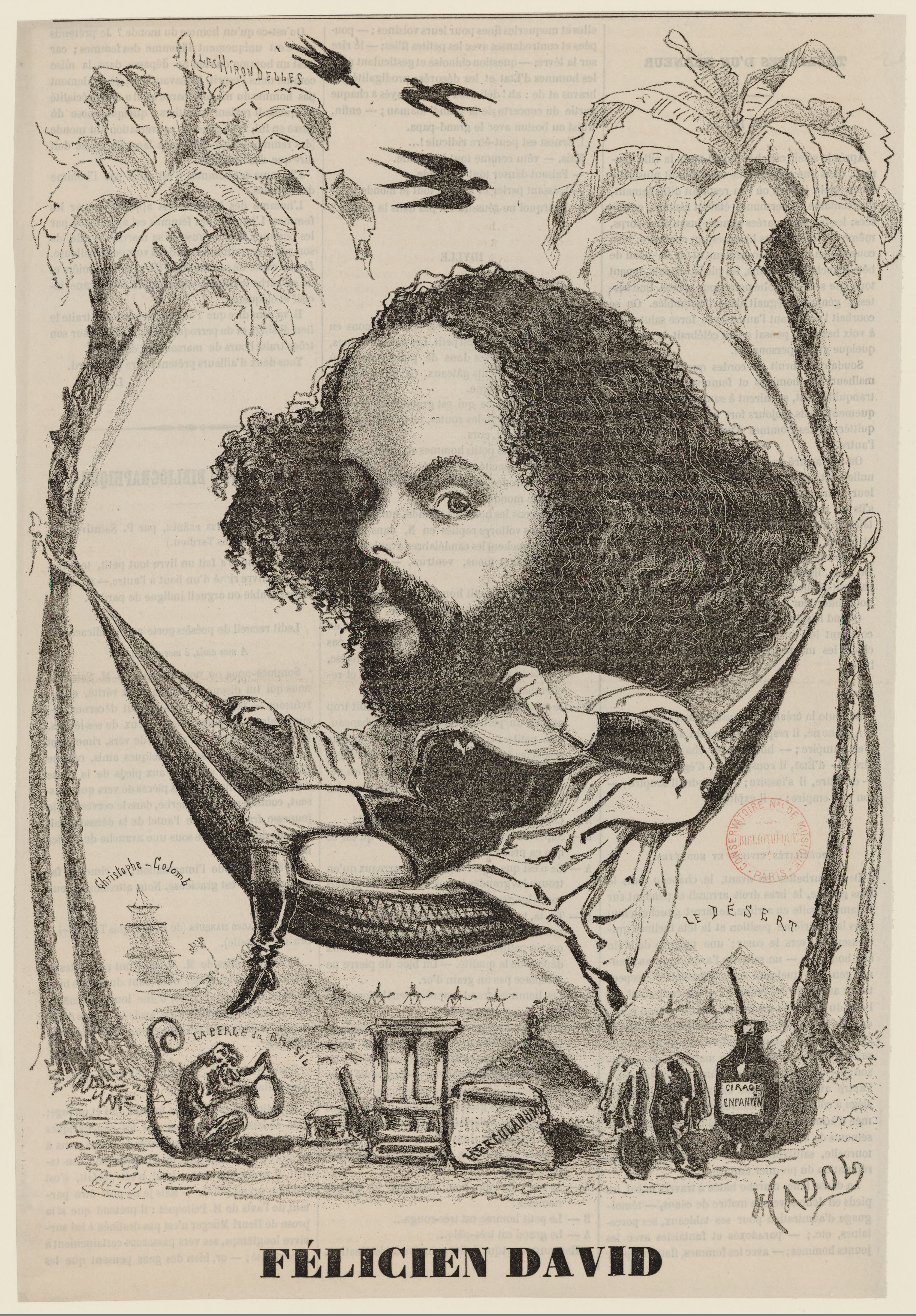
Félicien David, dans lAlbum du Théâtre illustré, vers 1860.

Né dans une famille de la bourgeoisie vosgienne — son père était avoué —, Paul Hadol fut employé des douanes avant de s'installer à Paris pour y vivre la vie de bohème. 
Il y déploya une riche palette de talents graphiques. Dessinateur et caricaturiste à succès, sous son propre nom ou sous le pseudonyme de « White », il collabore à de nombreux titres de la presse satirique et humoristique, notamment Le Charivari, le Journal amusant, Le Gaulois, L'Éclipse, La Vie parisienne et Monde comique. Il contribue régulièrement à l'Album du Gaulois.
Le monde théâtral et artistique fut la principale source d'inspiration de son œuvre satirique. Nombre de ses réalisations ont été imprimées en photogravure par Firmin Gillot.
Hadol n'en négligea pas pour autant l'actualité. Il est l'auteur d'un recueil de caricatures politiques fameux, intitulé La ménagerie impériale, composée des ruminants, amphibies, carnivores et autres budgétivores, qui ont dévoré la France pendant 20 ans (Coulboeuf, 1871), croquant sous une forme animale les principales figures de la classe dirigeante déchue du Second Empire. Il est aussi le créateur d'une Carte drôlatique d’Europe pour 1870, qui est restée célèbre à la fois pour l'originalité de son dessin anthropomorphe et en raison de son caractère prémonitoire concernant la Guerre franco-allemande de 1870.
Paul Hadol était par ailleurs un illustrateur demandé. Dans ce registre, il imagea des albums pour enfants (Histoire de Polichinelle, Les petits métiers de Grand-Papa, Récréation des petites filles), les Vieux Noëls illustrés de l'abbé Rastier, ainsi que des romans et des pièces de vaudeville de différents auteurs :
- Henri de Kock  : Les treize nuits de Jane ; confessions d'une jolie femme, 1864.
- Jean Dolent : Le roman de la chair, 1866.
- Mademoiselle X*** : Commis et demoiselles de magasin, 1868 ;
- Gabriel Guillemot : Le Bohême, 1868 ;
- Georges Mancel : La Vie à grandes guides, 1869 ;
- Pigault-Lebrun : Monsieur Sans-Souci, 1873 ; L'heureux Jérôme ; La belle madame Ruder, 1878 ;
- Emmanuele Navarro Della Miraglia : Ces messieurs et ces dames, 1874 ;
- Pierre Véron : Le carnaval du dictionnaire, 1874 ;
- Henri Meilhac et Ludovic Halévy : La Vie parisienne, 1875.

Enfin, Hadol a également eu une production d'affichiste publicitaire de théâtre.
Le Musée Charles de Bruyères à Remiremont possède un important fonds d’œuvres originales (une suite de 29 dessins de costumes de scène, des portraits-charges, les cartes de l'Europe drolatiques lithographiées en 1870 et 1871, Une barricade sur les Champs-Élysées en 1870, la suite lithographique La Ménagerie impériale et plusieurs dessins originaux). Le musée Carnavalet à Paris possède plus d'une centaine de dessins issus d'un carnet de Hadol. La Bibliothèque historique de la Ville de Paris conserve un dessin, de même que le musée de la Loire à Cosne-sur-Loire et l'écomusée de Marquèze à Sabres. Les Archives nationales de France conservent une suite de huit dessins représentants des serins (oiseaux) qui sont sans doute des projets de costumes de scène. Le Musée national de l'Éducation (MUNAÉ) à Rouen possède deux œuvres (un abécédaire à thème religieux, et Paris sous la Commune en 1871). Les archives départementales de Seine-Maritime à Rouen conservent deux lithographies. Le musée des Arts décoratifs (Paris) et la Bibliothèque nationale de France détiennent tous deux des affiches créées par Paul Hadol.

## Œuvres de Paul Hadol

Œuvres de Paul Hadol
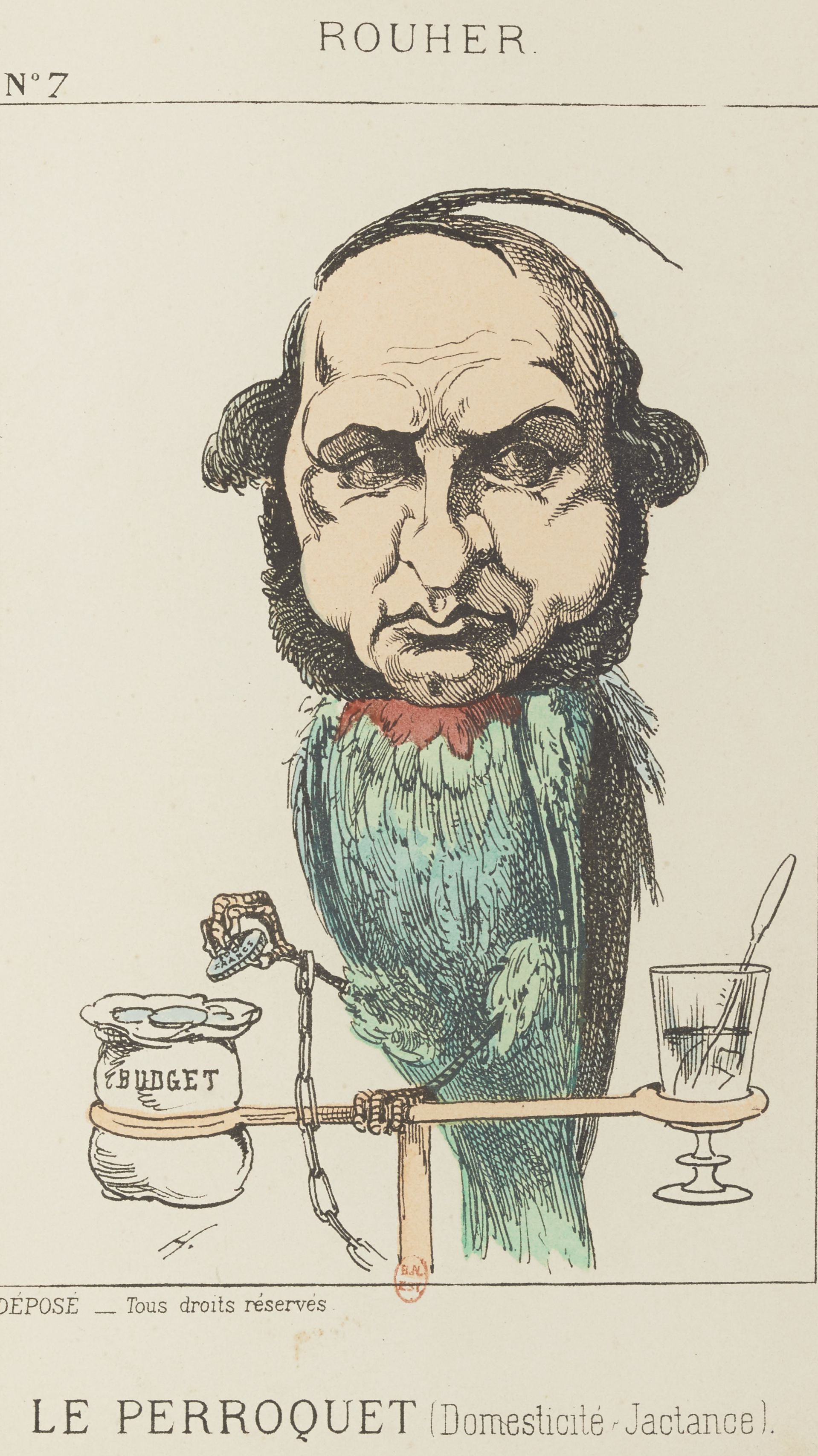
Caricature du ministre Eugène Rouher dans La Ménagerie impériale.
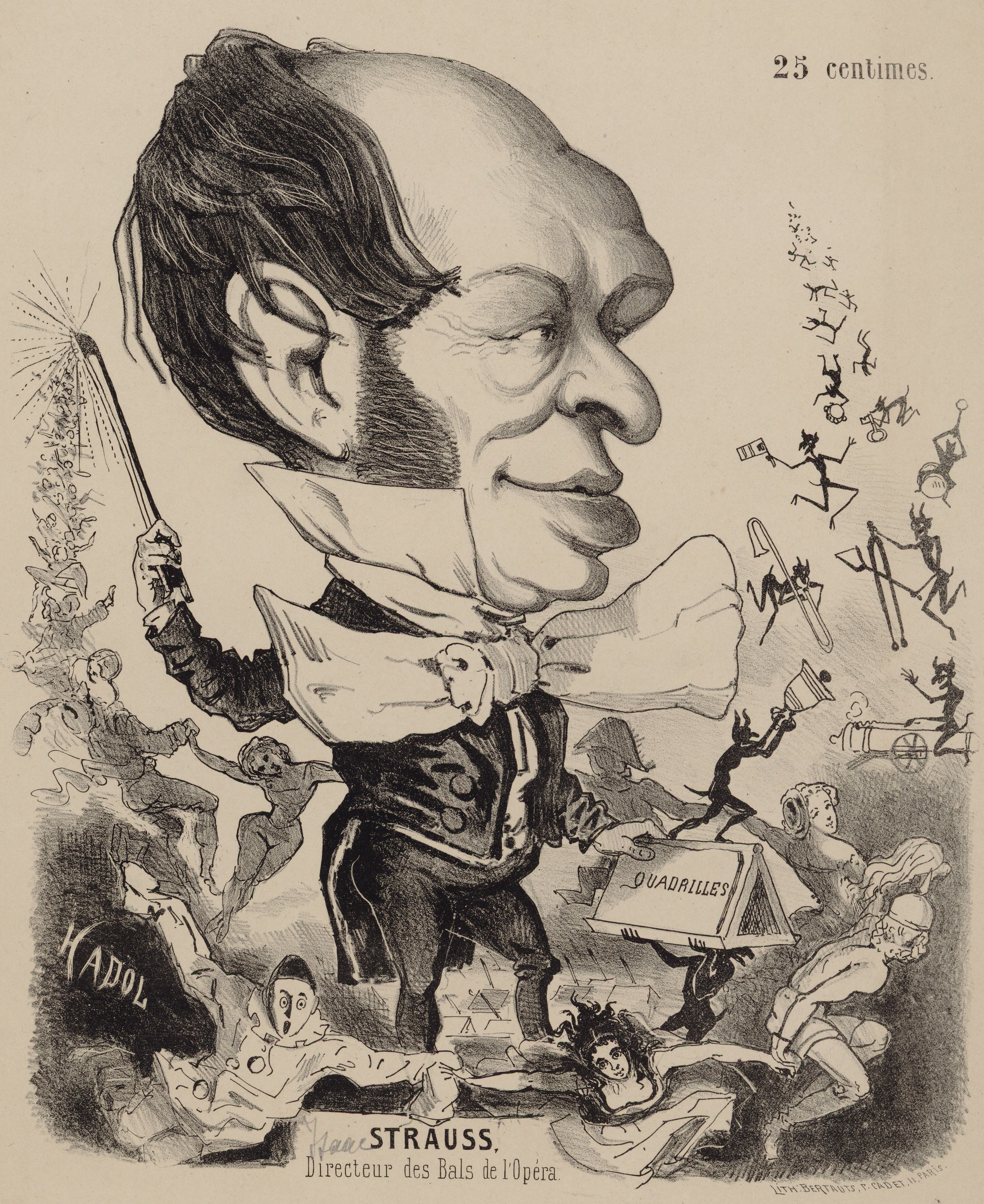
Strauss, directeur des Bals de l'Opéra, lithographie.
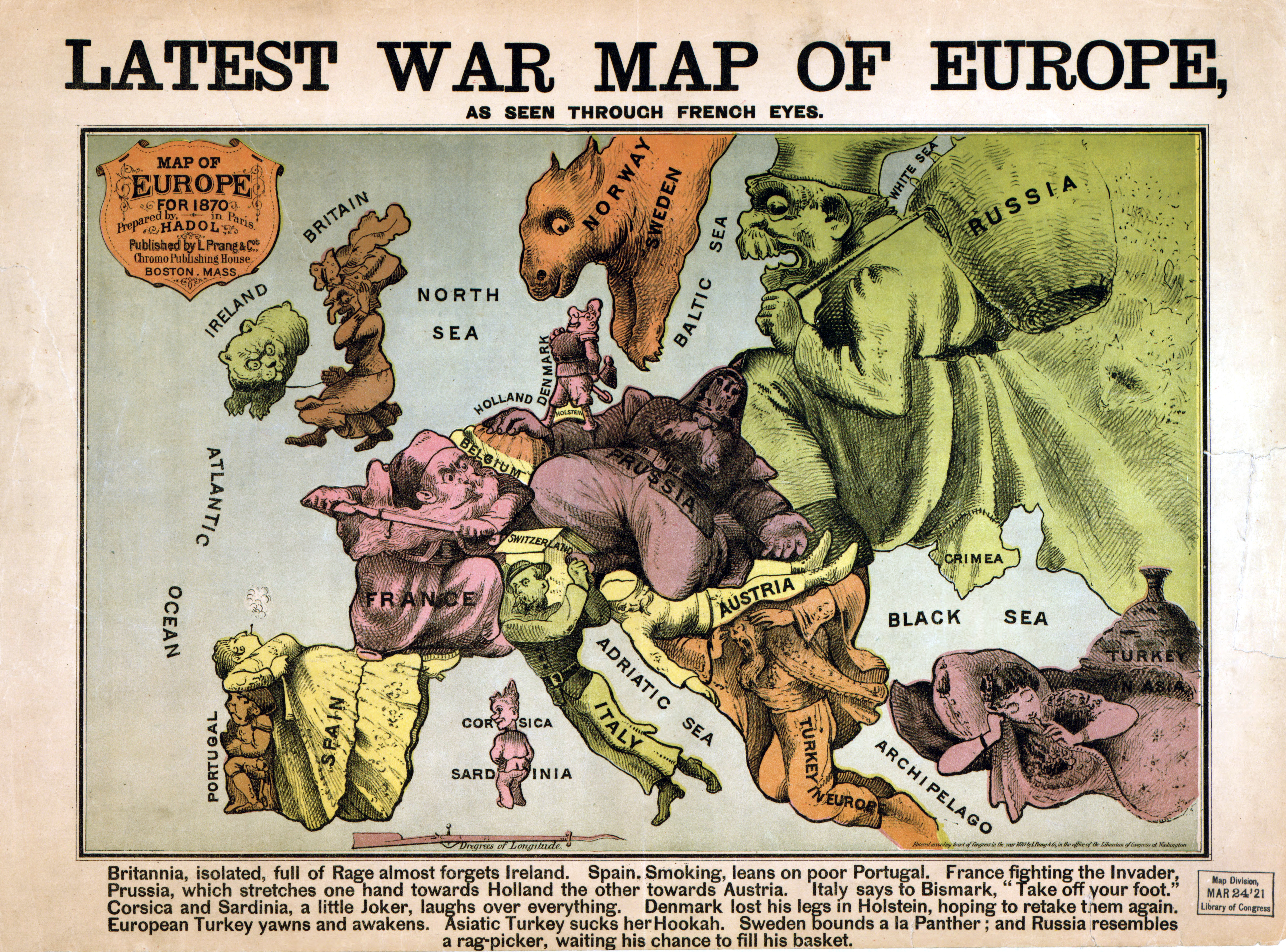
Carte drôlatique d’Europe pour 1870.
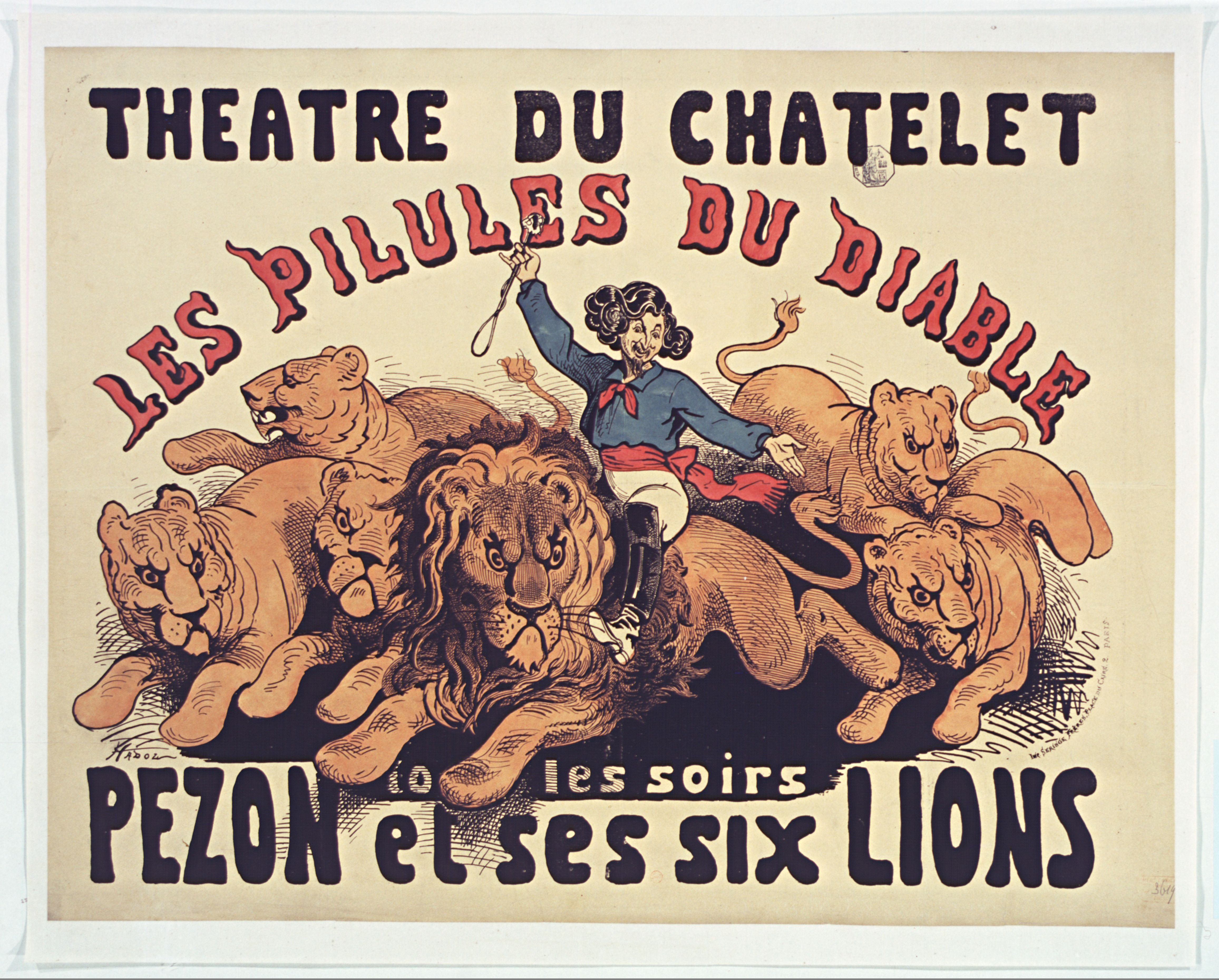
Théâtre du Chatelet. Les Pilules du diable (1874), affiche. (voir Jean-Baptiste Pezon)